# (31255) 1998 DL27
1998 دي أل 27 (ويعرف أيضًا باسم (31255) 1998 دي أل 27 وفق تسمية الكوكب الصغير) (بالإنجليزية: 1998 DL27)‏ هو كويكب ضمن حزام الكويكبات؛ وترتيبه 31255 من حيث الاكتشاف.
اكتُشف هذا الجُرم الفلكي بواسطة Pierre Antonini ‏ في 27 فبراير 1998.

## وصلات خارجية
- (31255) 1998 DL27 في قاعدة بيانات مختبر الدفع النفاث لأجرام النظام الشمسي الصغيرة

- الاكتشاف · مخطط المدار ·  العناصر المدارية · المعلمات المادية

- (31255) 1998 DL27 على موقع ويكي سكاي: DSS2, SDSS, GALEX, IRAS, Hydrogen α, X-Ray, Astrophoto, Sky Map, Articles and images